# Zatoka Antongila
Zatoka Antongila – największa zatoka na Madagaskarze.

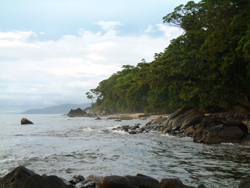
Krajobraz wybrzeża Zatoki Andogila

Znajduje się w północnej części wschodniego wybrzeża wyspy na Oceanie Indyjskim. Położona południkowo zatoka ma ok. 60 km długości i do 30 km szerokości i prawie prostokątny kształt. W północnej części zatoki znajduje się mała wyspa Nosy Mangbe.
Od wschodu akwen ogranicza półwysep Masoala, którego górzyste ukształtowanie (odnoga masywu Tsaratanana) zapobiega działaniu wiatrów z Oceanu na Zatokę, czyniąc ją znanym od wieków kotwicowiskiem. Do zatoki wpadają m.in. rzeki: Rantabe (zachodnie wybrzeże), Antainambalana (pn-zach.), Ambanizana (pn-wsch.).
Najznaczniejszą osadą nad Zatoką jest Maroantsetra.

## Przyroda
Wybrzeża Zatoki w większej części są górzyste i pokryte puszczą tropikalną. Bogate stanowiska przyrodnicze stały się podwaliną powstania w rejonie akwenu licznych miejsc ochrony natury.
Południowo-zachodnia część wybrzeża chroniona jest parkami narodowymi:
- Park Narodowy Masoala (chroni lasy),
- Masoala (oba są morskimi parkami narodowymi).

Na południowo-wschodnim wybrzeżu zatoki stworzono Rezerwat Biosfery Mananara, który służy ochronie bioróżnorodności, tj. ochronie flory tutejszych lasów, bagien i piaszczystych równin, a także gatunków endemicznym np. licznych tu lemurów.

## Historia
Prawdopodobnie przybywali tu już kupcy arabscy operujący na Komorach Seszelach i Maskarenach.
Dla Europejczyków zatokę odkryli pływający do Indonezji i Indii Portugalscy żeglarze. Ok. roku 1515 nadali jej nazwę Zatoki Św. Antoniego (Golfo de Santo Antonio), którą to nazwę w języku malgaskim nosi do dziś.
W 1596 roku, płynący do Bantamu holenderski admirał Cornelis de Houtman przebywał w tym rejonie z powodu potrzeby zaleczenia szkorbutu dręczącego jego podwładnych i zdobycia zapasów. W tym czasie Admirał kartował ten obszar Madagaskaru, zaznaczając istnienie rzeki Antainambalana i osady Maroantsetra, którą po konflikcie z wyspiarzami spalił.
W roku 1598, przybyły trzy holenderskie okręty pod komendą admirała Van Neckiga, pragnąc zaopatrzyć się w wodę i prowiant. Jednak tubylcy pamiętając wcześniejsze zdarzenia nie pomogli Niderlandczykom. Kiedy w roku 1598 Mauritius stał się kolonią Zjednoczonych Prowincji, Madagaskar stał się ważnym dostawcą ryżu i niewolników dla tejże wyspy. pomiędzy latami 1601 a 1626 do zatoki Antongila przybywali liczni Holendrzy, których nazwiska można odczytać z napisów wyrytych w nadbrzeżnych kamieniach na wyspie Nosy Mangbe.

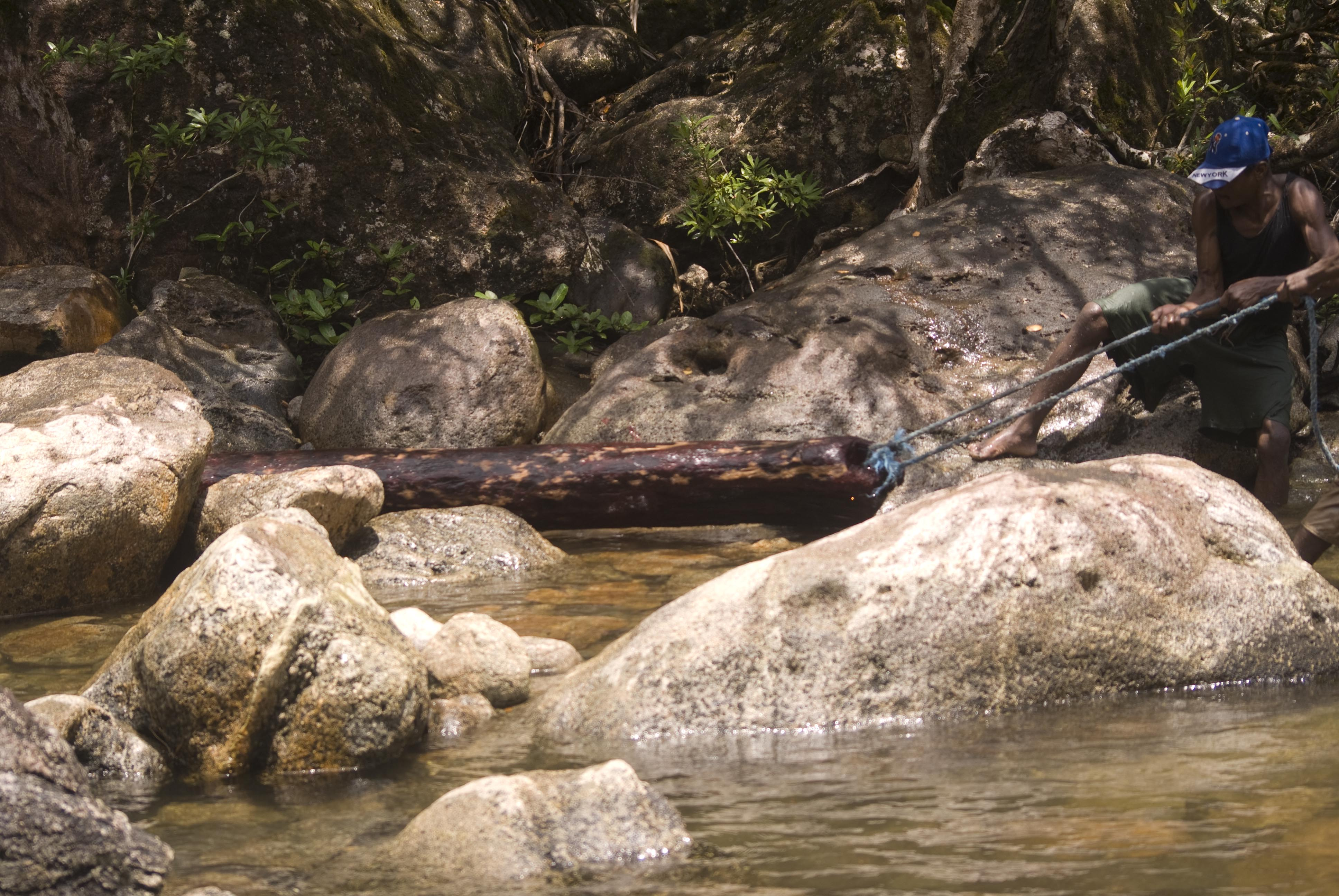
brzeg Zatoki

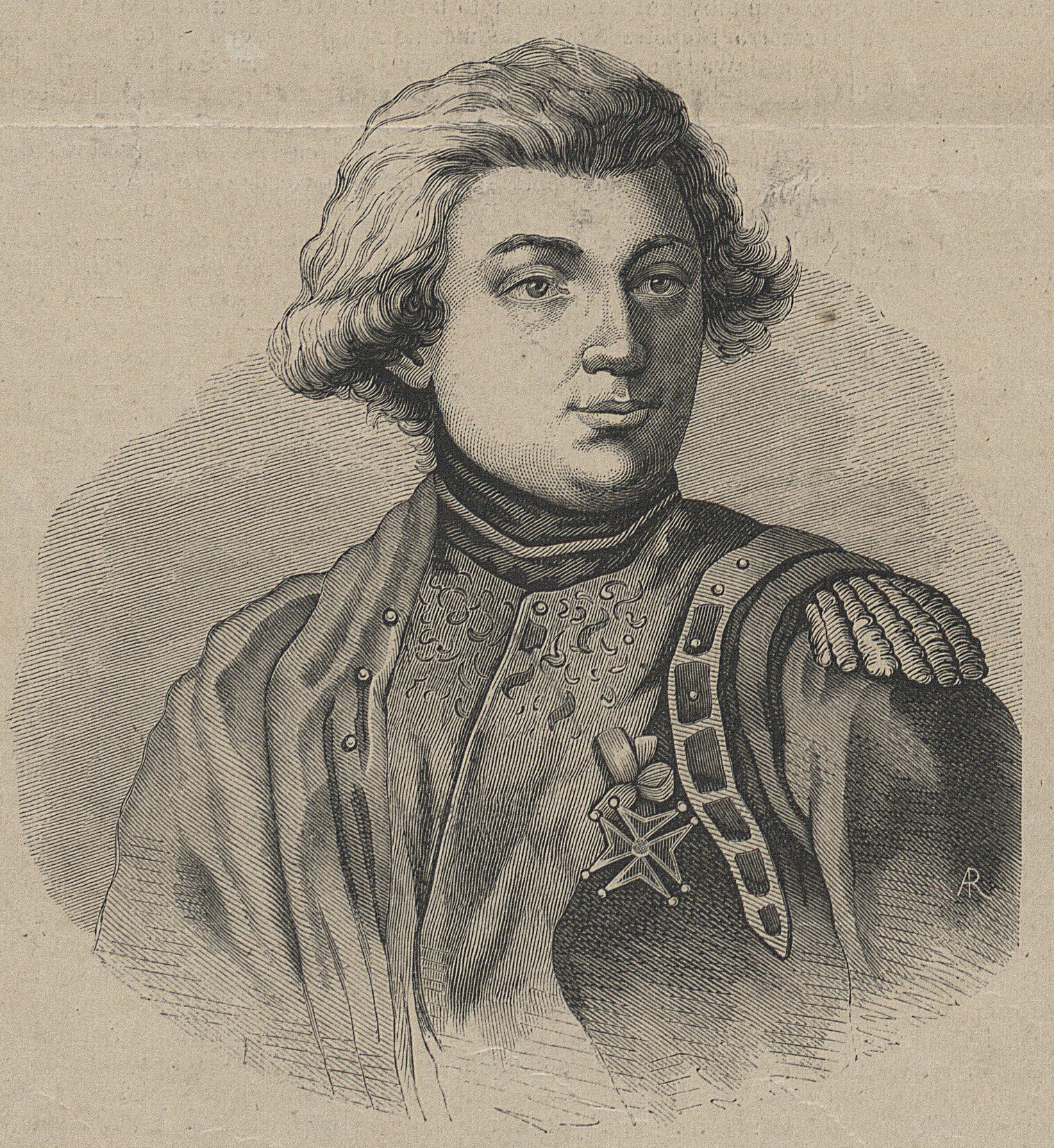
Beniowski – pogromca znad zatoki

Drugi gubernator Mauritiusa Adrian van der Stel podpisał w 1642 r. traktat z miejscowym wodzem – Królem Antogili, w którym Malgasz przyznał Holendrom dominację w rejonie i zobowiązał się zakazać innym Europejczykom tworzenia kolonii i faktorii. Holendrzy zobowiązywali się w umowie do obrony króla i kupowania ryżu, kamieni szlachetnych i niewolników.
W ten sposób Zatoka stała się centrum handlu niewolnikami dla całej północno-wschodniej części Madagaskaru, a potem przerodziła się w centrum handlu ludźmi dla całego południowo-zachodniego Oceanu Indyjskiego. Stan taki trwał do połowy XVIII wieku, kiedy liczba ludzi możliwych do zniewolenia zaczęła maleć.
W czerwcu 1785 roku na Madagaskar przybył AMPANSAKEBE (król wyspy), Maurycy Beniowski. W rejonie wschodniego wybrzeża wyspy stoczył on kilka potyczek z Francuzami, którzy tu już się rozsiedlali. Beniowskiemu udało się zająć Foulpointe (dziś Mahavelona) – ich fort i punkt wywozu niewolników zbudowany przez nich nad wodami zatoki Antongila.